# 阿波赤石站
阿波赤石站（日语：／ Awa-akaishi eki */?）是一位於日本德島縣小松島市赤石町、隸屬於四國旅客鐵道（JR四國）的鐵路車站。車站編號為M07。本站只靠普通列車。

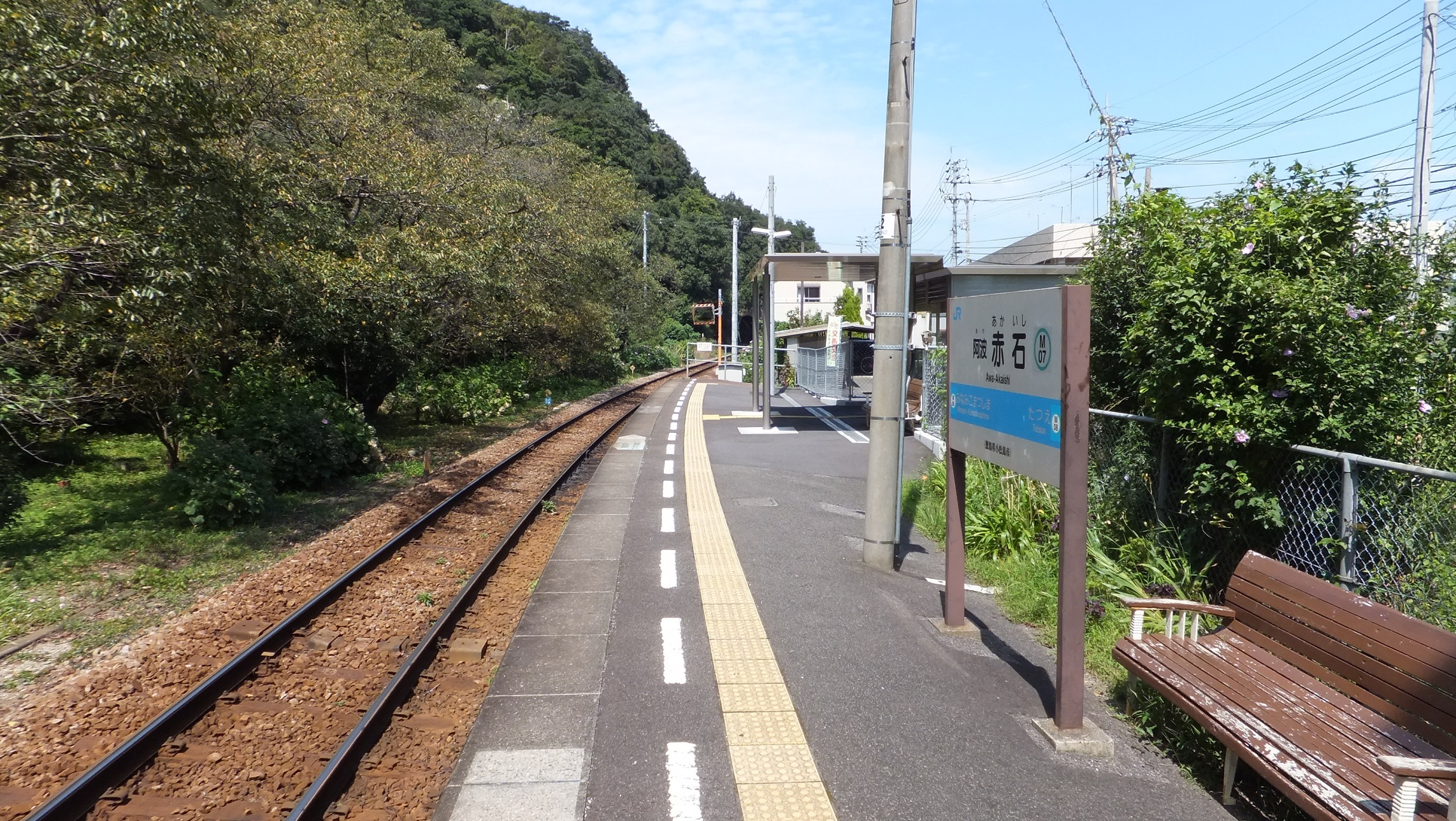
月台(2015年9月)

## 車站結構
開站初期曾設有木製單層站舍一座，規模和鄰站立江站相近，不過站舍正門設於短身一方，形式車站候車室相對較窄但深的觀感。JR四國接手，把大量只設有1個側式月台的車站站舍拆卸，改成簡易車站，本站是極少數能保留站舍的車站。除候車大堂外，亦設有原站務室。本站現時無人站，站舍外設有稍大規模的單車停泊位，旁邊設有單車場管理所，這裏同時也是車票業委託的地方。
只設有側式月台1個，列車不能在此交換，有效長度為4輛。月台建築於外彎上，月台兩端並不能相對見，而且皆為露天部份，只要連接站舍的部份才設有上蓋。列車靠站時，下行往德島方向為右側開門，往阿南方向為左側開門。

### 月台配置
| 路線    | 方向 | 目的地                         |
| ------- | ---- | ------------------------------ |
| ■牟岐線 | 下行 | 阿南、牟岐、阿波海南方向       |
| ■牟岐線 | 上行 | 德島、板野、穴吹、阿波川島方向 |

## 歷史
- 1916年12月15日：開業，當時稱為「赤石站」。
- 1936年7月1日：車站轉由日本國有鐵道營運，改為名「阿波赤石站」。
- 1987年4月1日：日本國鐵分割民營化，車站的營運由JR四國繼承。

## 相鄰車站
四國旅客鐵道（JR四國）
■牟岐線
南小松島（M06）－阿波赤石（M07）－立江（M08）

## 外部連結
- JR四國阿波赤石站 （页面存档备份，存于）